# 平成28年梅雨前線豪雨
平成28年梅雨前線豪雨（へいせい28ねんばいうぜんせんごうう）とは、2016年6月19日から6月30日にかけて西日本を中心に発生した豪雨災害のことである。

## 概要
6月19日から25日にかけて、本州付近に梅雨前線が停滞し、その前線上を次々と低気圧が通過した。その後前線は南下し、一時活動が弱まったが、27日以降再び本州付近に北上し活動が活発となった。これらの影響で、西日本を中心に大雨となった。
19日から30日までに観測された総降水量は九州地方の広い範囲で500ミリを超え、宮崎県えびの市えびので1210.5ミリ、熊本県南阿蘇村阿蘇山で1053.5ミリなど、1000ミリを超えた所があった。また、線状降水帯が形成されて猛烈な雨が降り、観測された最大1時間降水量は、熊本県甲佐町甲佐で150.0ミリ（全国の観測地点で史上4位）、熊本県山都町山都で126.5ミリ、長崎県雲仙市雲仙岳で124.5ミリなど、多くの地点で1時間に80ミリ以上の猛烈な雨となった。
この大雨の影響で、土砂災害・浸水害などが発生し、熊本県で死者6名、福岡県で行方不明者1名となった。また、西日本から東日本にかけて住家被害が発生し、停電・断水・電話の不通などでライフラインに被害が生じたほか、鉄道の運休などの交通障害が発生した。
熊本県における被害が特に大きかった理由は、2か月前の熊本地震で被災した直後で地盤が緩んでいたために、土砂災害が多発したからであると考えられている。

## 被害状況
- 死者7名・負傷者12名
- 住家全壊37棟・半壊165棟・一部損壊189棟
- 床上浸水520棟・床下浸水2,015棟 [2]